# Трновци (Могила)
Трновци (мкд. Трновци) су насеље у Северној Македонији, у јужном делу државе. Свети Тодори припадају општини Могила.

## Географија
Насеље Трновци је смештено у јужном делу Северне Македоније. Од најближег већег града, Битоља, насеље је удаљено 28 km северно.
Трновци се налазе у западном делу Пелагоније, највеће висоравни Северне Македоније. Насељски атар је на истоку равничарски, док на западу издиже планина Древеник. Североисточно од насеља протиче Црна река. Надморска висина насеља је приближно 620 метара.
Клима у насељу је континентална.

## Становништво
Трновци су према последњем попису из 2002. године имали 427 становника.
Претежно становништво по последњем попису су етнички Македонци (100%), а у мањини су Албанци (7%) и Турци (3%). До прве половине 20. века искључиво становништво у насељу били су Турци.
Већинска вероисповест је православље.